# Sigmocheir furcata
Sigmocheir furcata är en mångfotingart som beskrevs av Shelley 1995. Sigmocheir furcata ingår i släktet Sigmocheir och familjen Xystodesmidae. Inga underarter finns listade i Catalogue of Life.